# TOKYOヒットガール
『TOKYOヒットガール』（トーキョーヒットガール）とは日本テレビで2011年10月14日から2012年9月28日まで金曜日0:38 - 1:08（木曜日深夜）に放送されたバラエティ番組。SANKYOの一社提供番組。

## 概要
ヒットガールハンターが東京の街中から歌の上手い美女を探し出す。

## 出演者
MC
- 堀内健（ネプチューン）

進行
- 桝太一（日本テレビアナウンサー）

音楽好きヒットガールズ
- 和田絵莉
- 入矢麻衣
- 大湊衣里子
- 高野葵
- 丸高愛実
- 麻亜里
- 西本明日香
- 小泉麻耶

2012年4月から、4人ずつの出演となった。
音楽好きヒットガールズ（過去の出演者）
- 内田理央
- 広瀬えみ

## ドリームヒットガール
- Sayulee
- 鈴木千恵子
- コロ
- 今井あすか

## スタッフ
- ナレーション：銀河万丈
- 構成：桜井慎一／アリエシュンスケ、林田晋一
- TM：佐治佳一
- SW：米田博之
- CAM：西阪康史
- VE：斎藤孝行
- 音声：藤岡絵里子
- 照明：井口弘一郎
- EED：安齋勝広
- MA：志村武浩
- 音効：高取謙
- TK：近藤奈々
- 美術：高野泰人
- デザイン：北村春美
- 大道具：下吉克明
- 小道具：佐々木洋平
- 技術協力：ヌーベルバーグ
- 美術協力：日テレアート
- 音楽協力：日本テレビ音楽
- リサーチ：リベラス
- CG：キャニットG
- 編成：中村圭吾
- 広報：永井晶子
- 営業：中西健
- 営業推進：阿部寿徳
- AP：原田里美
- デスク：高橋菜津子
- アシスタントディレクター：三田宗一、伊藤祐輔、大竹正裕、秋元雄太、藤橋達也
- ディレクター：尾越功、松田由紀子、中野誠、宮崎笑子、清水奈津子
- 演出：藤森真実
- プロデューサー：田中宏史、糸井聖一、前田直敬、羽村直子、高橋政光
- チーフプロデューサー：菅賢治
- 制作協力：ZION
- 製作著作：日本テレビ

### 過去のスタッフ
- SW：村上和正
- 音声：三石敏生
- EED：石田健二
- MA：元木縫美
- 編成：遠藤正累、兼島奈々
- 営業：阿部真一郎
- 営業推進：東井文太
- デスク：満本清美
- ディレクター：宮本将孝
- チーフプロデューサー：松岡至[2]

## 放送関連の備考
- 2011年12月9日深夜放送分は『FIFAクラブワールドカップ2011』開幕戦中継およびハイライト放送に伴う特別編成のため休止。
- 2012年1月8日深夜放送分は1:38までに枠拡大し、新春1時間スペシャルを放送。